# Эпомео
Эпомео (итал. Monte Epomeo) — потухший вулкан, один из вулканов острова Искья, расположен в южной части кальдеры, высшая точка острова. Тип — вулканический купол, высота — 789 метров. Образование вулкана предположительно началось в миоцене и закончилось в плейстоцене. Крупные и катастрофические извержения: 81 до н. э., 158 до н. э., 856 г., 1170 г., 1301 г. Состав лавовых потоков — андезит. Последнее извержение — в 1301 году, однако вулкан выбрасывал серу в 1660, 1995, 2001 годах.

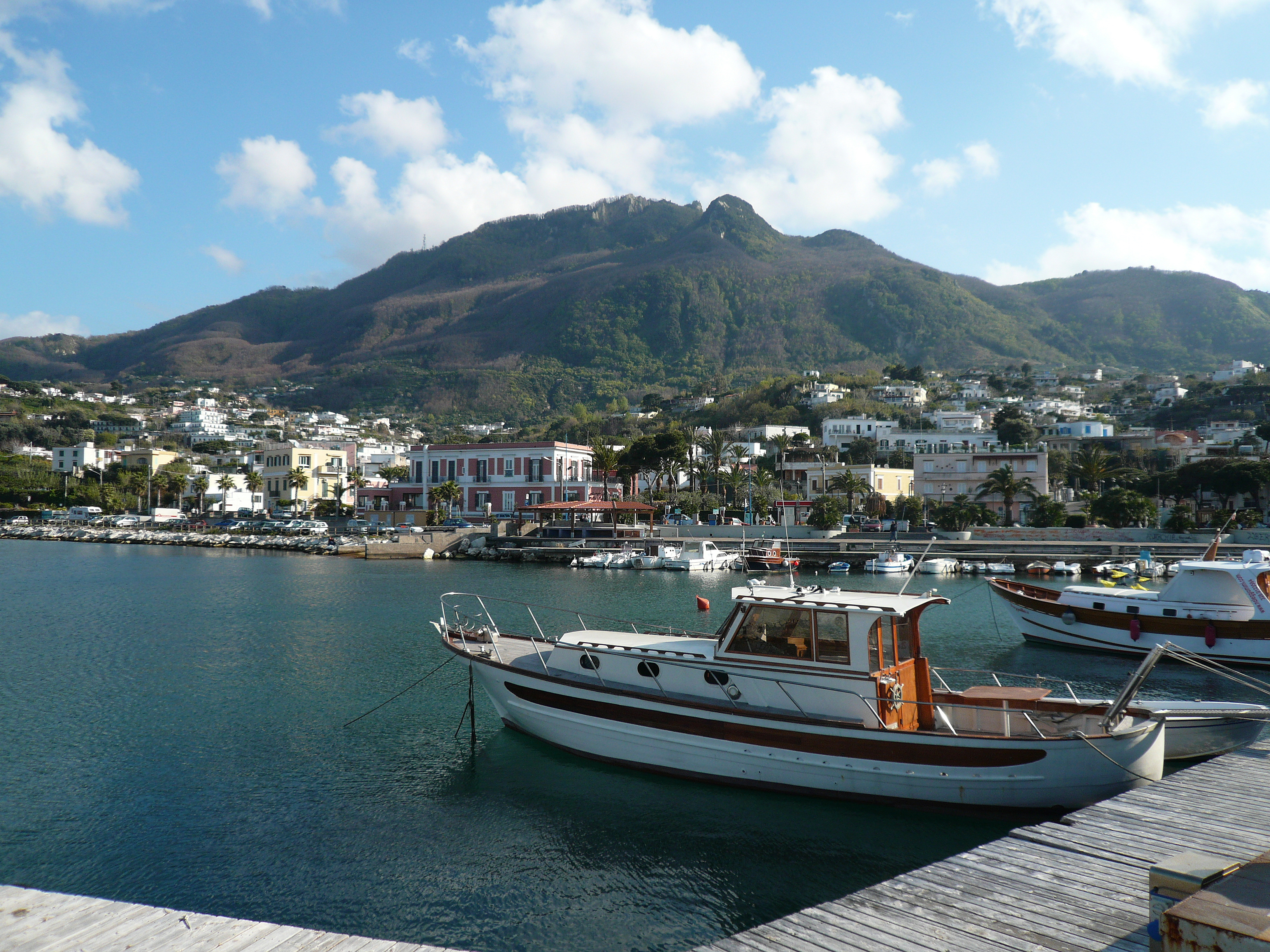
Гора Эпомео